# المدرم (قفل شمر)

تعديل مصدري - تعديل

المدرم هي إحدى قرى عزلة الدانعي بمديرية قفل شمر التابعة لمحافظة حجة، بلغ تعداد سكانها 155 نسمة حسب تعداد اليمن لعام 2004.